# Potentilla bryoides
Potentilla bryoides är en rosväxtart som beskrevs av Sojak. Potentilla bryoides ingår i Fingerörtssläktet som ingår i familjen rosväxter. Utöver nominatformen finns också underarten P. b. zelana.